# NGC 5044
NGC 5044 è una galassia ellittica (E0) situata nella costellazione della Vergine alla distanza di circa 128 milioni di anni luce dalla Terra. Fa parte del Gruppo di NGC 5044, di cui è la galassia più luminosa.
Al centro della galassia è presente un buco nero supermassiccio. La galassia contiene una grande quantità di gas di idrogeno intestellare a temperatura di decine di milioni di gradi. Nonostante l'abbondanza di gas, ed il processo di raffreddamento che avviene nel suo spostamento verso il centro della galassia, in NGC 5044 l'attività di formazione stellare risulta esaurita. Uno studio pubblicato nel 2014 su Monthly Notices of the Royal Astronomical Society sulla base dei dati racconti dai telescopi spaziali Herschel e Chandra, si ipotizza che la responsabilità della mancata formazione di nuove stelle sia da attribuire al buco nero supermassiccio che scalda nuovamente il gas di idrogeno giunto nelle zone centrali della galassia.

## Galleria d'immagini

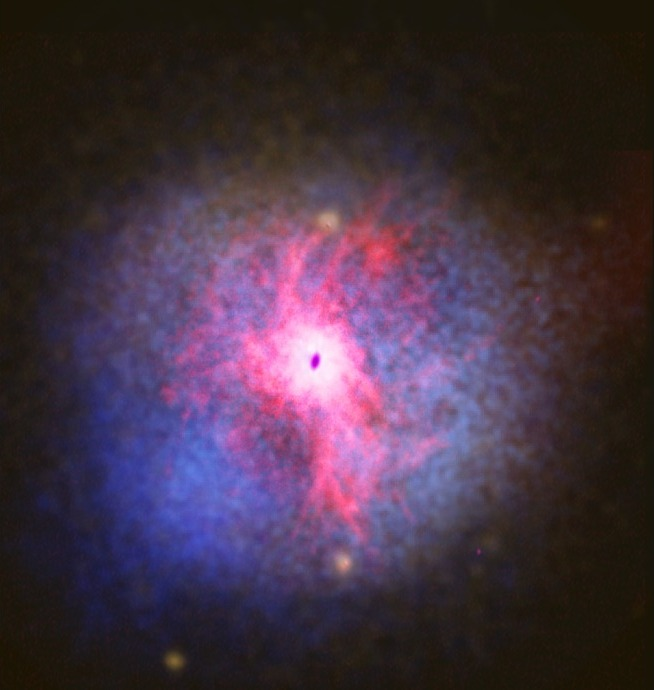
NGC 5044 (immagine composita a varie lunghezze d'onda)
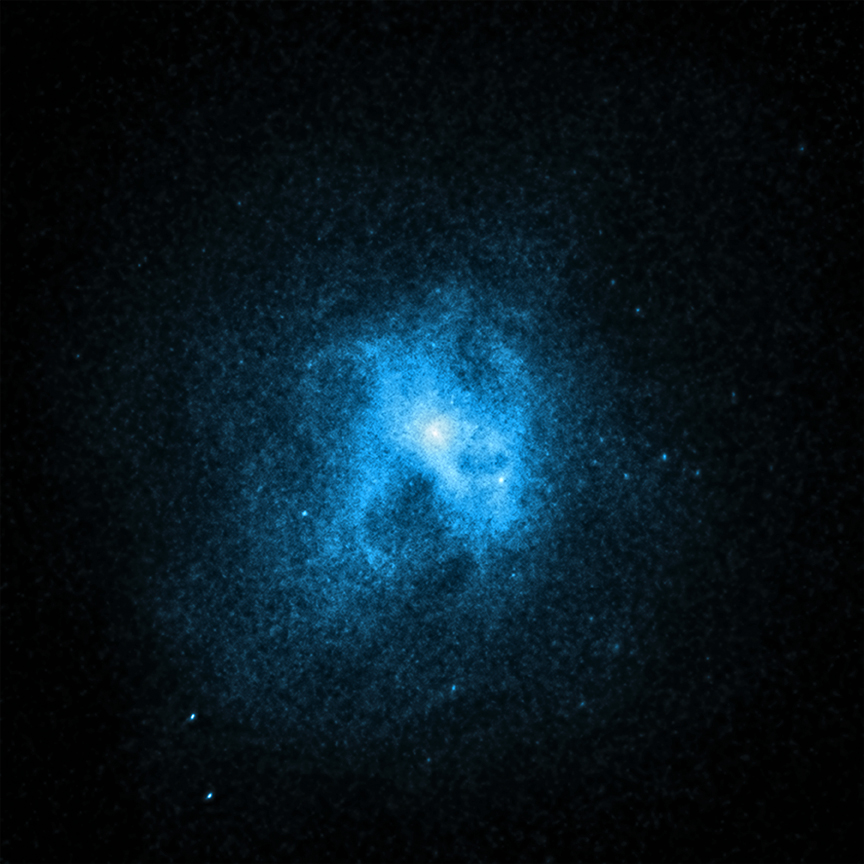
NGC 5044 (raggi X - Chandra)